# 通行證法
《通行證法》為南非於種族隔離時期所執行的一套國內通行制度，旨在隔離人口、管理城市化以及分配移民勞工。《通行證法》亦稱為《土著法》，該法嚴格限制了黑人公民的活動，而其他人也要求他們在家鄉或指定區域外攜帶通行證。在20世紀50年代之前，這項立法主要適用於黑人男性，雖然在20世紀10年代和50年代時曾經將其嘗試應用於黑人女性，但遭到強烈抗議。《通行證法》成為南非種族隔離制度的主要特徵之一，直到1986年被廢除。

## 早期歷史
南非的第一本內部護照於1797年6月27日由馬戛爾尼伯爵採用，試圖阻止當地原住民進入開普殖民地。開普殖民地與該地區的其他國家合併，並於1910年在英國統治下成立了南非聯邦。到了此時，其他地區都存在《通行證法》的版本。從19世紀80年代開始，採礦業的增長對其利用起了很大的推動作用：《通行證法》提供一種控制工人流動以及執行合同的便捷方法。
1896年，南非共和國提出了兩項《通行證法》，要求黑人攜帶金屬徽章。只有獲主人僱用的人才能允許留在蘭德。而那些進入“勞動區”的人需要一張特別通行證以獲逗留三天。

## 摘要
《通行證法》訂立的日期“源自1760年，當時在開普殖民地內城市與農村地區之間的奴隸被要求攜帶授權他們行動的通行證”:181。《通行證法》“授權警察在任何時候都能夠要求黑人向他們出示認可的文件或被逮捕”，阻礙了他們的行動自由。這意味著該法限制了他們可以居住的地方，但反過來又“將黑人與他們的白人僱主聯繫起來，支撐著廉價勞動以及羞辱性的服從制度”。隨著時間的推移，《通行證法》的實施源於兩個互相矛盾的需求。《通行證法》是由於白人兩個特定的需求：南非白人利用這些法律作為“控制與監管『白人地區』的黑人數量，來獲得『排他性』的政治安全需要；以及需要確保在這些地區提供廉價勞動力，以達致『包容性』:181。隨著時間的推移，與《通行證法》相關的立法與執行方法均產生變化。隨著這些要求和信念的改變，南非黑人的權利亦發生了變化。當《通行證法》在世紀之交實施時，該法“鼓勵勞動力流入『白人農業與工業』，並將勞動力重新分配到需要的地理區域內”:182。這個過程一直持續到1950年代，政府選擇改變模式為止。這意味著“從1950年開始，《通行證法》的重點明顯是排他性的，旨在將黑人從『白人區域』『遷移』出來，並將其包含在班圖斯坦之內”:182。因此，南非的白人與黑人社區之間始終存在緊張關係。這源於“白人努力利用通行證制度來平衡對安全與勞動的需求”，同時亦制定法律，以便“控制黑人的就業、住房、土地使用權以及公民身份”:182。根據這些法律，1916年至1984年期間有“超過17,745,000名黑人被逮捕或起訴”:181。在20世紀大部分時間裡，白人對黑人的監管使他們能夠保持支配地位。白人不僅關注如何隨時間變化控制黑人，還關注由誰控制他們。在最初與“歷史上，在南非使用通行證作為勞動控制的一種形式僅適用於男性”。之所以會出現這種情況，是因為“每當試圖將制度擴展到黑人女性時，就會很快發生群眾抗議活動”。考慮到與男性相比，“事實上，南非黑人女性會傳統地在大規模民眾抗議中扮演更積極的角色”，因此對《通行證法》的強烈反對並不令人意外:1。最大的表現形式是出現了一種現象，“在20世紀50年代，當時全國各地的黑人婦女極力抵制官方首次要求她們攜帶通行證的努力”:1。相信該法將有利於黑人女性的信念透過法律對婦女的適用歷史交織在一起。“自治市當局認為，必須通過婦女通行證來打擊非法釀酒和賣淫”:77。他們假設，如果婦女可以證明她們在合法工作中過上誠實的生活，那麼她們就不會允許訴諸非法活動，因為這會被驅逐:77。然而這制度已證明是徒勞無益的，因為進行非法行為的婦女比家庭工人更容易繞過法律:77–78。無論訂立原因是甚麼、影響到甚麼人民，這些法律都不可能永遠是真正合理的，只能被視為控制南非黑人的計劃。

## 影响
1960年，南非当局通过《通行证法》后，有5,000至6,000人前往警察局，南非警察朝人群开火，造成69人死亡，即沙佩维尔屠杀。该事件使得阿扎尼亚泛非主义者大会和非洲人国民大会被取缔，从而使得两组织从被动抵抗转向武装反抗的道路。